# Mars 1797
Cette page présente les faits marquants du mois de mars 1797.

## Événements
- États-Unis : Affaire XYZ : épisode diplomatique qui dégrade les relations entre la France et les États-Unis et mène à une guerre navale non déclarée appelée la « Quasi-guerre »

- 3 mars : arrivée des missionnaires de la London Missionary Society (LMS) à Tahiti[1].

- 4 mars, États-Unis : cérémonie d'investiture à Philadelphie du second président des États-Unis, John Adams (fin de mandat en 1801)[2].

- 12 et 17 mars : Bergame et Brescia proclament leur indépendance vis-à-vis de Venise[3].

- 16 mars : bataille de Valvasone.

- 19 mars : prise de la forteresse de Gradisca. L’armée de Bonaparte franchit l’Isonzo et avance vers Vienne[4].

- 20 mars :
  - expédition du Tyrol : les troupes du général Joubert passent le Lavis[5].
  - France : publication du premier numéro du Journal des dames et des modes qui sortira jusqu'en 1839.

## Naissances
- 7 mars : Manuel Parra, matador espagnol († 20 novembre 1829).
- 10 mars : George Poulett Scrope (mort en 1876), géologue et économiste britannique.
- 21 mars : Johann Andreas Wagner (mort en 1861), paléontologue, zoologiste et archéologue allemand.
- 22 mars : Guillaume Ier, 5e roi de Prusse en 1861 puis 1er empereur allemand en 1871 († 9 mars 1888).
- 27 mars : Alfred de Vigny, poète français († 17 septembre 1863).

## Décès
- 2 mars : Horace Walpole, écrivain britannique (1717-1797).
- 3 mars : Yves Joseph de Kerguelen de Trémarec, navigateur français découvreur des mers australes.
- 26 mars : James Hutton, chimiste et géologue britannique (° 1726)

- 31 mars : Olaudah Equiano, esclave, affranchi, abolitionniste, marin et écrivain africain de langue anglaise (1745-1797)